# Droga krajowa B101 (Niemcy)
Droga krajowa 101 (niem. Bundesstraße 101, B 101) – niemiecka droga krajowa przebiegająca  z południa na północ od skrzyżowania z drogą B169 w Aue w Saksonii do Berlina.

## Miejscowości leżące przy B101

### Saksonia
Aue, Lauter (Sachsen), Neuwelt, Schsenfeld, Wildenau, Raschau, Markersbach, Scheibenberg, Schlettau, Annaberg-Buchholz, Wiesenbad, Schönbrunn, Gehringswalde, Hilmersdorf, Pockau, Forchheim, Großhartmannsdorf, Brand-Erbisdorf, Freiberg, Großschirma, Großvoigtsberg, Siebenlehn, Nossen, Wendischbora, Katzenberg, Soppen, Käbschütztal, Görna, Miśnia, Ockrilla, Piskowitz, Priestewitz, Großenhain.

### Brandenburgia
Wainsdorf, Prösen, Elsterwerda, Bad Liebenwerda, Winkel, Beutersitz, Langennaundorf, Wiederau, Herzberg, Borken, Bernsdorf, Brandis, Horst, Hartmannsdorf, Welsickendorf, Hohenahlsdorf, Jüterbog, Kloster Zinna, Neue Häuser, Luckenwalde, Trebbin, Ludwigsfelde, Großbeeren.

### Berlin
Berlin